# Віляни
Віляни (латис. Viļāni, нім. Welonen) — місто на сході Латвії в Резекненському районі.

## Назва
- Віляни (латис. Viļāni;  вимова)
- Велонен (нім. Welonen)
- Велони (пол. Wielony)

## Географія
Через місто тече річка Малта.

## Історія
- Ліфляндська губернія